# Никола Матуси
Никола Тулия Матуси (на гръцки: Νικόλαος Ματθαίου Ματούσης; на арумънски: Nicolae Tullia Matussi) е арумънски юрист, политик и лидер на Римския легион, спонсорирана от Италия арумънска паравоенна организация, действала в Северозападна Гърция в годините на окупацията през Втората световна война.

## Биография
Роден е в пиндското влашко село Самарина на 15 август 1899 г. Завършва гимназията в Трикала в 1917 година, а след това завършва Юридическия факултет на Атински университет. Посвещата се на арумънската кауза и от 1923 г. е генерален секретар на Комунистическата партия в Трикала. Участва в Селското въстание в Трикала през 1925 година, съден е от военен съд в Лариса и през 1926 г. е изключен от партията. Установява се в Лариса, където се включва в Селската партия на Янис Софианопулос. В 1936 година е кандидат за депутат от Селската партия. В Лариса се занимава с право. Напуска Селската партия. По време на диктатурата на Йоанис Метаксас поради приятелските си отношения с министъра на обществената сигурност Константинос Маниадакис не е преследван като останалите членове на Селската партия.
През 1941 г. посреща в Лариса Алкивиад Диаманди и участва във формирането на така наречения Римски легион, колаборационистка организация, подпомагаща италианските окупационни части и е втори по ранг в огранизацията след Диаманди. Лидерите на организацията пропагандират автономия за арумъните и обсъждат създаването на Пиндско княжество или Пиндски кантон. Когато Диаманди изненадващо напуска Гърция и заминава за Румъния през юни 1942 г., Матуси става лидер на Легиона.
След капитулацита на Италия, изтеглянето на италианските части, подкрепящи Легиона, и заместването им от немски, Матуси заминава за Атина, където става член на националсоциалистическата организация Пионери на Нова Европа. След освобождението, от Атина бяга в Румъния. Съден е задочно от специалния съд за държавна измяна в 1945 година заедно с други членове на Легиона и получава две смъртни присъди. В 1948 година Матуси е арестуван от комунистическите власти и осъден. Затворен е на Дяволския остров в Дунава. През 1964 г. е експулсиран в Гърция по молба на гръцките власти и затворен. По негова молба делото му е гледано отново и съдът в Атина го обявява за невинен в извършването на военни престъпления. През 1976 г. всички граждански права са му възстановени от гръцкия съд. До 1981 година живее в Атина. Умира в Лариса на 11 март 1991 година.